# Civilization (serie)
Civilization (română Civilizație) este o serie de jocuri video de strategie pe ture, tip 4X, produse de Sid Meier. Funcțiile obișnuite ale gameplay-ului sunt asemănătoare de-a lungul seriei, și anume, construirea pas cu pas a unei civilizații, începând din preistorie și terminându-se în viitorul apropiat.
Toate titlurile din serie au un gameplay asemănător. Fiecare tură îi dă voie jucătorului să își deplaseze unitățile pe hartă, să construiască sau să îmbunătățească orașe și unități noi, și să negocieze cu jucătorii controlați de computer. Între ture, jucătorii computerizați pot face același lucru.
Jucătorul va alege să cerceteze și tehnologii. Acestea reflectă rafinamentul cultural, intelectual și tehnic al civilizației, adesea oferindu-i jucătorului posibilitatea de a construi noi unități sau de a-și îmbunătăți orașele, adăugându-le noi structuri.
În majoritatea jocurilor Civilization, jucătorul poate câștiga prin cucerire militară, prin construirea unei nave spațiale în scopul călătoriei interstelare, sau prin dobândirea celui mai mare scor, printre alte mijloace.

## Jocurile seriei
- 1991 : Sid Meier's Civilization
- 1995 : Sid Meier's CivNet
- 1996 : Sid Meier's Civilization II; Conflicts in Civilization (1996) - Fantastic Worlds (1997)
- 1998 : Civilization II: Multiplayer Gold Edition
- 1999 : Civilization II: Test of Time
- 2003 : Sid Meier's Civilization III; Conquests (2003) • Play the World (2003)
- 2005 : Sid Meier's Civilization IV; Warlords (2006) - Beyond the Sword (2007) - Colonization (2008)
- 2008 : Sid Meier's Civilization Revolution
- 2010 : Sid Meier's Civilization V
- 2011 : CivWorld
- 2016: Civilization VI

Colecții
- The Explorer (1997) — include Civilization și Colonization
- Civilization II: Multiplayer Gold Edition (1998) — Civilization II și două completări: Conflicts in Civilization și Fantastic Worlds
- Civilization III: Gold Edition (2003) — Civilization III și suplimentul Play the World
- Civilization III: Complete (2005) — Civilization III și două completări: Play the World și Conquests
- Civilization Chronicles (2006) — conține toate jocurile seriei de la primul la al patrulea
- Civilization IV: Gold Edition (2007) — Civilization IV și completarea Warlords
- Civilization IV: Complete (2007) — Civilization IV plus două completări
- Civilization IV: The Complete Edition (2009) — Civilization IV plus două completări; nu are protecție împotriva copierii

## Jocuri asemănătoare
- Colonization (1994).
- Master of Magic (1994).
- CivCity: Rome (2006).
- Sid Meier's Alpha Centauri (1999)
  - Sid Meier's Alien Crossfire (1999), completarea jocului Alpha Centauri.
- Civilization: Call to Power (1999).
- Call to Power II (2000), continuarea jocului Civilization: Call to Power.

## Jocuri făcute pe baza Civilization
- Freeciv (1996)
- C-evo (1999)

## Jocuri pe mobil
- Revival
- Revival Deluxe
- Revival 2
- Civilization Revolution 2 (mobile)